# Segunda Batalha de Tuiuti
A Segunda Batalha de Tuiuti foi travada em 3 de novembro de 1867 entre o exército paraguaio e uma menor força aliada brasileira e argentina. Os paraguaios perderam o dobro de soldados que os aliados e foram derrotados.

## Antecedentes
Com a captura de Tayi em 2 de novembro de 1867 na Guerra do Paraguai, as forças aliadas tiveram os acampamentos paraguaios de Humaita e Curupayti ao longo do Rio Paraguai cercados. O general José Barreto tinha 5.000 homens em Tayi, o general Andrade Neves tinha uma divisão brasileira na Estância San Solano, o marechal Caxias tinha 25.000 soldados em Tuyucue e o general Manuel Marques de Sousa tinha 16.000 homens em Tuiuti. Além disso, a Marinha do Brasil tinha 18 navios a vapor em Curuzi e 5 ironclads em frente à Humaita. O presidente Francisco Solano López decidiu atacar as bases de abastecimento aliadas em Tuiuti e Itapiru no Rio Paraná.:75

## Batalha
A força paraguaia de 9.000 homens estava sob o comando de General Vicente Barrios. Eles incluíram duas divisões de infantaria sob os coronéis Gimenez e Gonzalez e uma divisão de cavalaria sob o coronel Caballero. A infantaria paraguaia deveria atacar a partir do leste (da área de Paso Yataiti-Cora) em três colunas às 04:30h em 3 de novembro. A cavalaria era para fazer uma ampla varredura para o porto de Itapiru e depois avançar na retaguarda aliada.
A infantaria do Paraguai tomou rapidamente as trincheiras aliadas exteriores e empurrou para trás a segunda linha para o campo de abastecimento. Os paraguaios começaram a saquear uma zona de comércio. Ao perceber o ataque paraguaio, o então Visconde de Porto Alegre ordenou um assalto de baioneta calada sobre os paraguaios. A zona de comércio, porém estava em chamas, fazendo com que os paraguaios abandonassem-a e investissem contra o quartel-general brasileiro, quando foram atacados no campo de abastecimento por um reduto da artilharia aliada sob o comando do general Manuel Marques de Sousa, que era de 1.800 homens e 14 canhões. Quando a cavalaria paraguaia chegou a Tuiuti, a infantaria recuou, e uma brigada da cavalaria argentina de 800 homens, sob o comando do general Hornos, chegou de Tuyucue. A batalha acabou às 21:00h.:76

## Consequências
O brigadeiro general Barrios foi promovido a general de divisão.:77

## Galeria

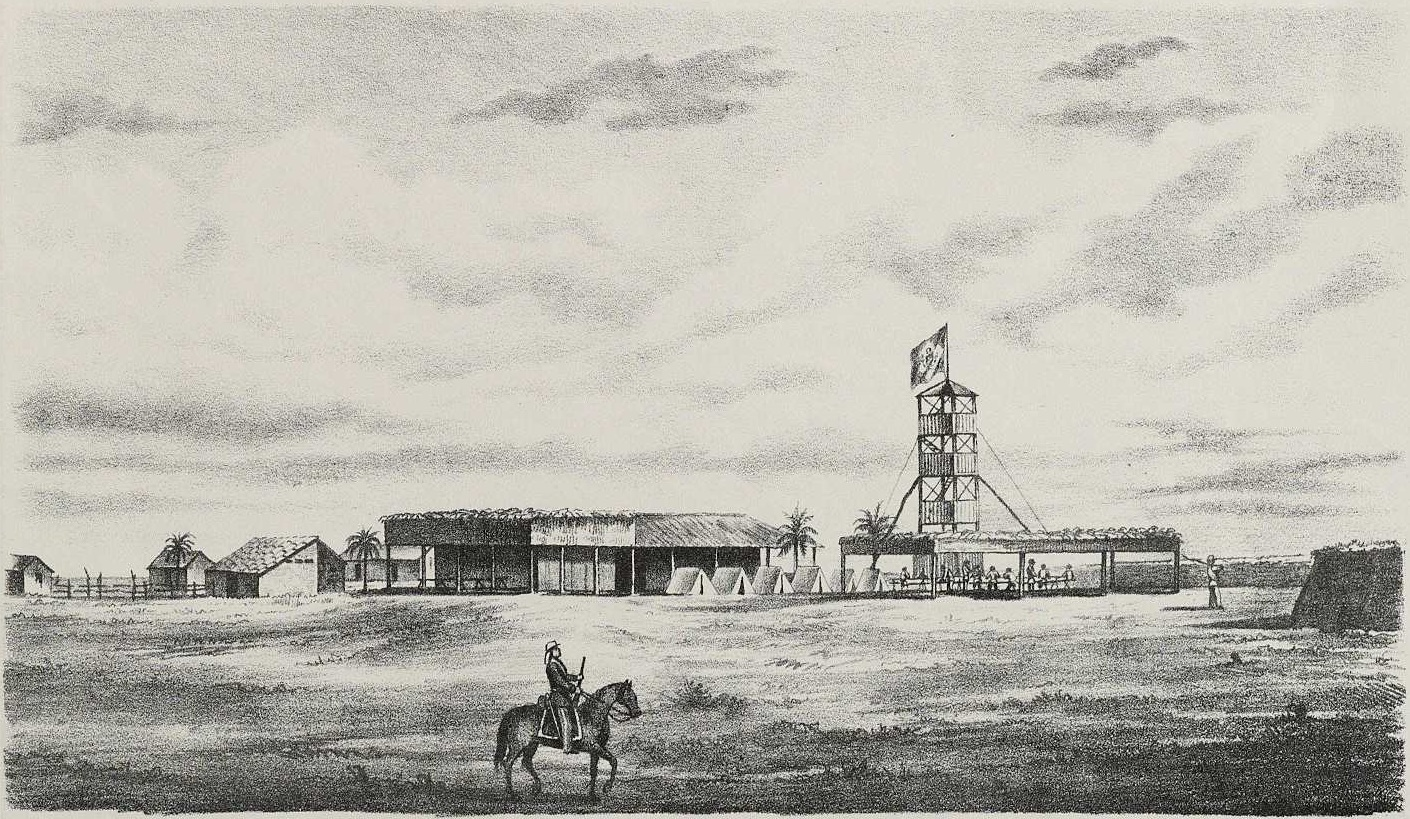
Quartel General Brasileiro em Tuiuti.
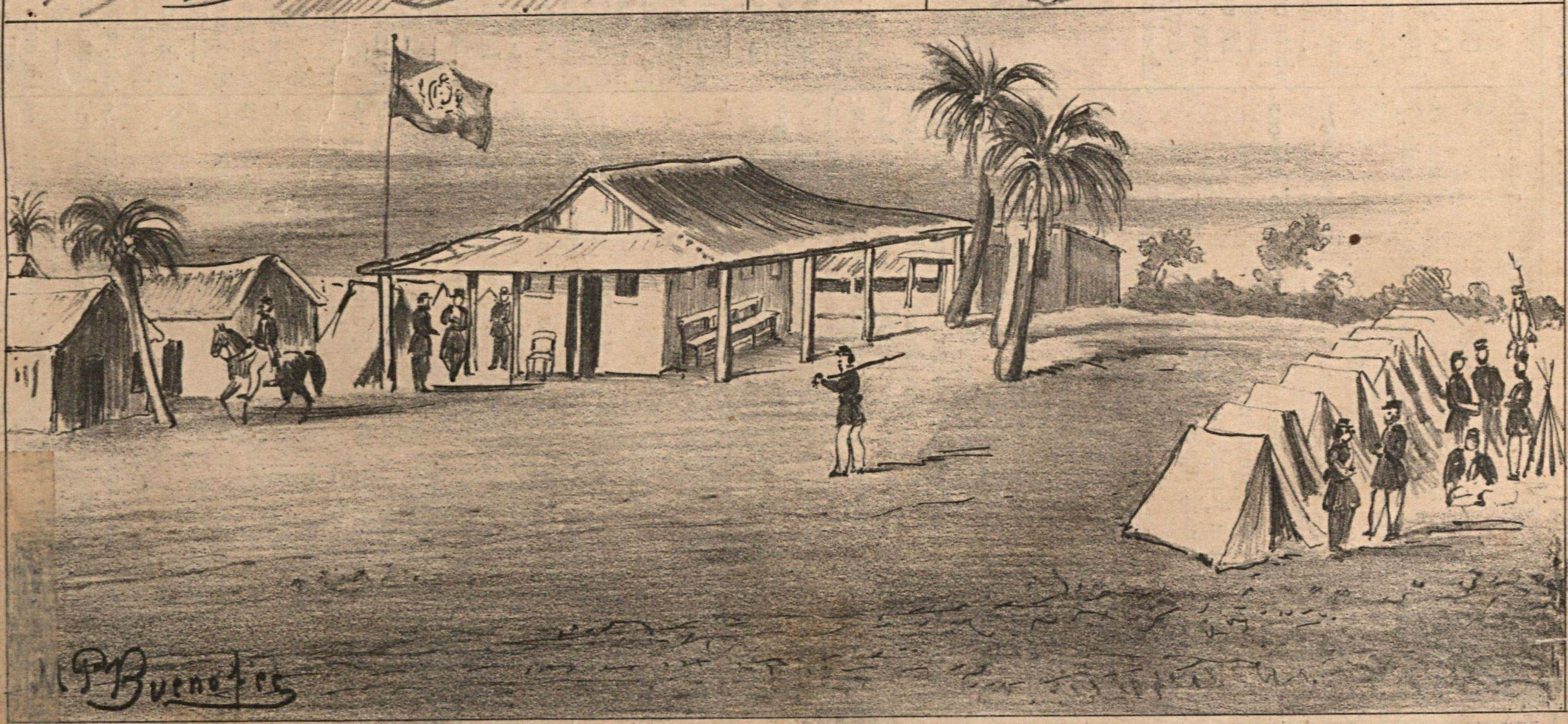
Residência do Marquês de Caxias em Tuiuti (Semana Ilustrada, 1867).
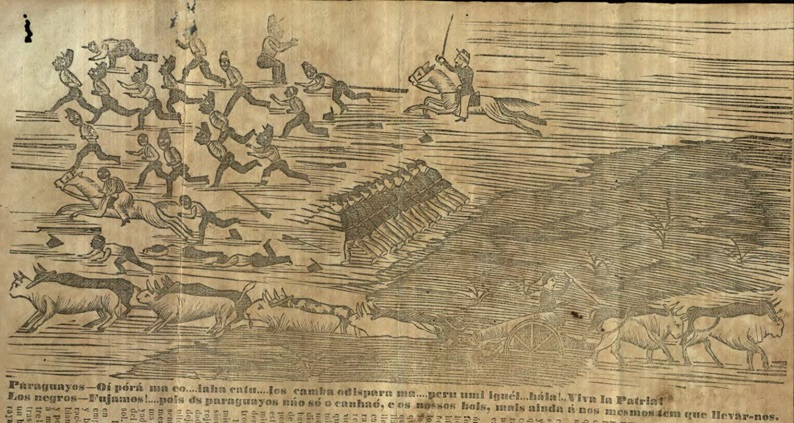
Segunda Batalha de Tuiuti (Cabichuí, 11/11/1867)
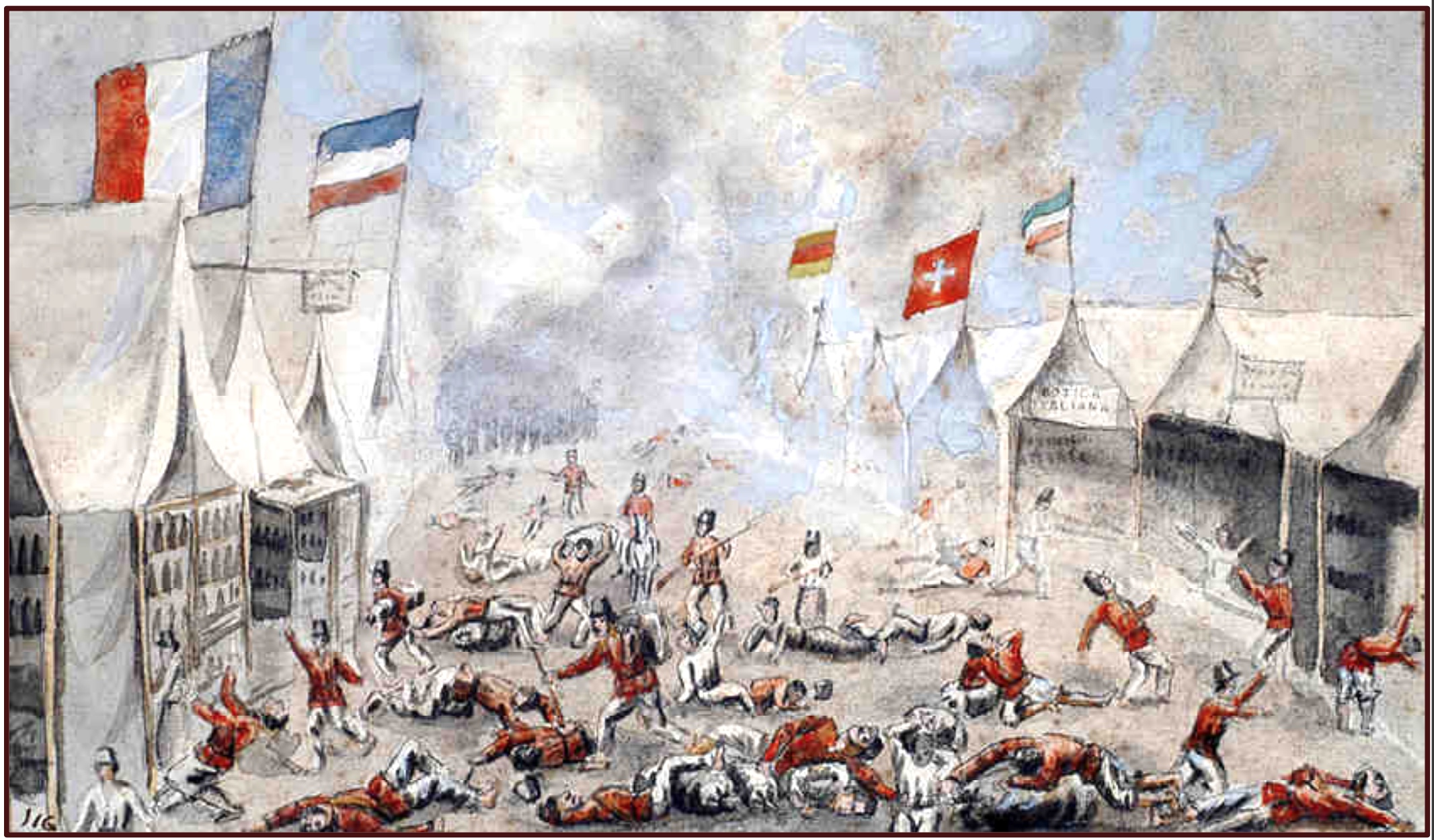
Soldados paraguaios saqueando o acampamento aliado na segunda batalha de Tuyutí (3 de novembro de 1867. As bandeiras (suíça, francesa, etc.) denotam as nacionalidades dos proprietários dos armazéns que atendiam aos soldados aliados (José Ignacio Garmendia).
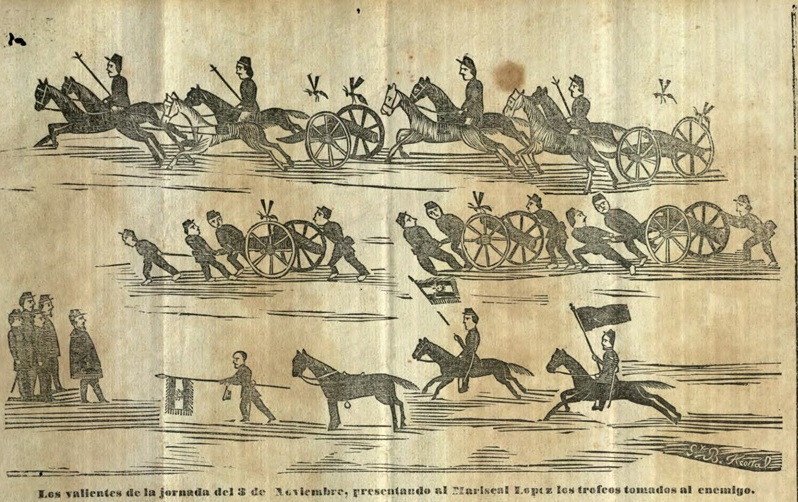
Saldados paraguaios presenteiam López com troféus tomados do inimigo (Cabichuí, 04/11/1867).
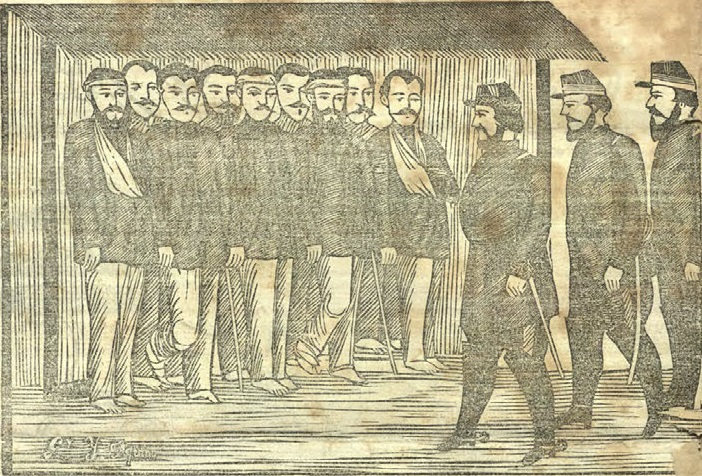
López visitando os feridos de Tuiuti (Cabichuí, 14/11/1867).